# Jardin de la Folie-Titon
Le jardin de la Folie-Titon est un espace vert du 11e arrondissement de Paris, dans le quartier Sainte-Marguerite.

## Situation et accès
Le square occupe un espace entre les immeubles, accessible au nord entre les 26-28, rue Chanzy, au sud par la cité de l'Ameublement et à l'est par la rue Titon.
Il est desservi par la ligne 9 à la station Charonne.

## Caractéristiques
Le jardin mesure au total 4 800 m2. Sa partie principale est constituée d'une pelouse centrale. Il possède également un jardin partagé et une mare.
Un ancien immeuble artisanal construit vers 1880 à l'emplacement de l'ancienne folie Titon est en bordure du jardin. Cet ensemble également en bordure de la cité de l'ameublement et des cours intérieurs des numéros 11, 13 et 15 de la rue Titon  est reconverti en logements

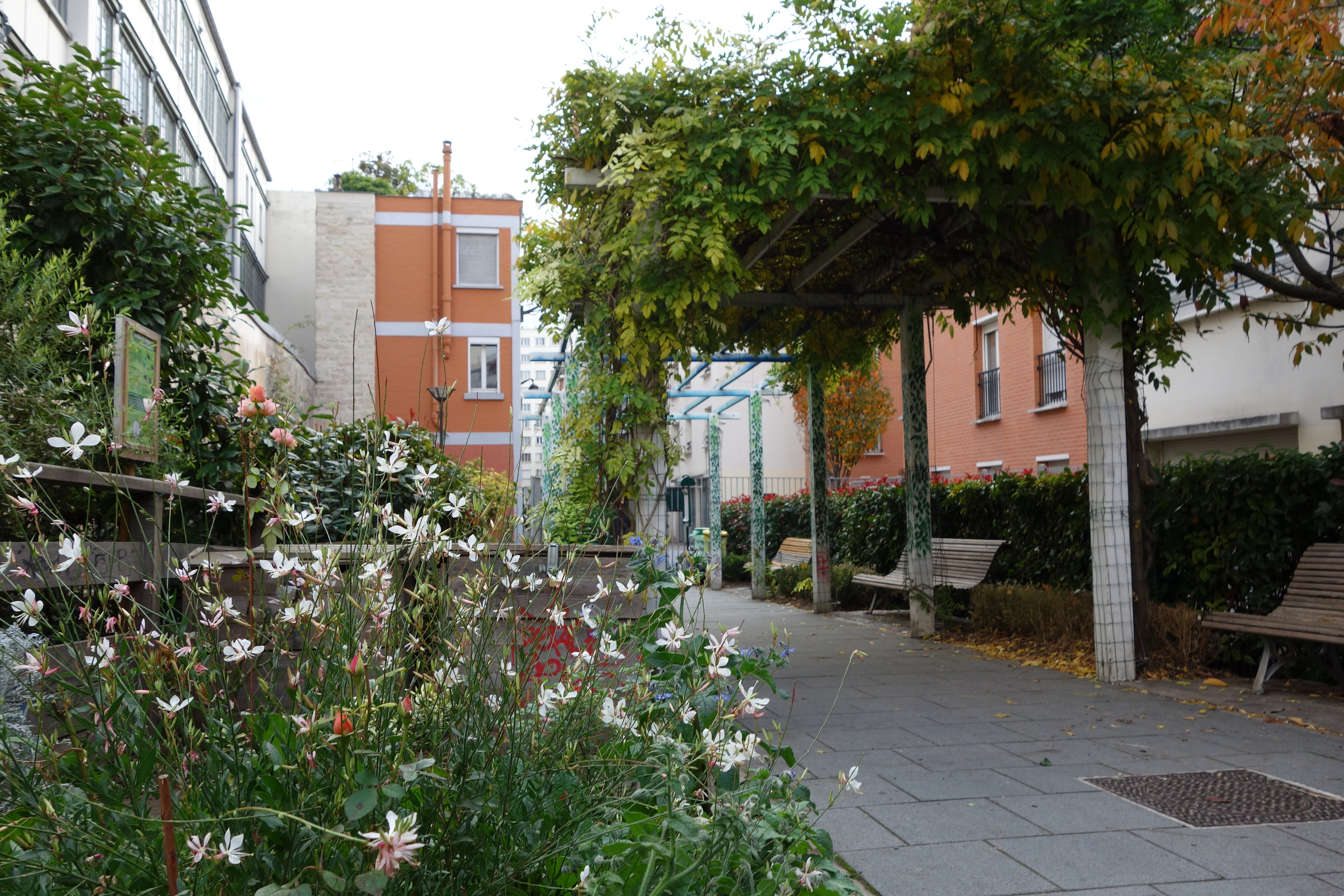
Entrée du jardin.
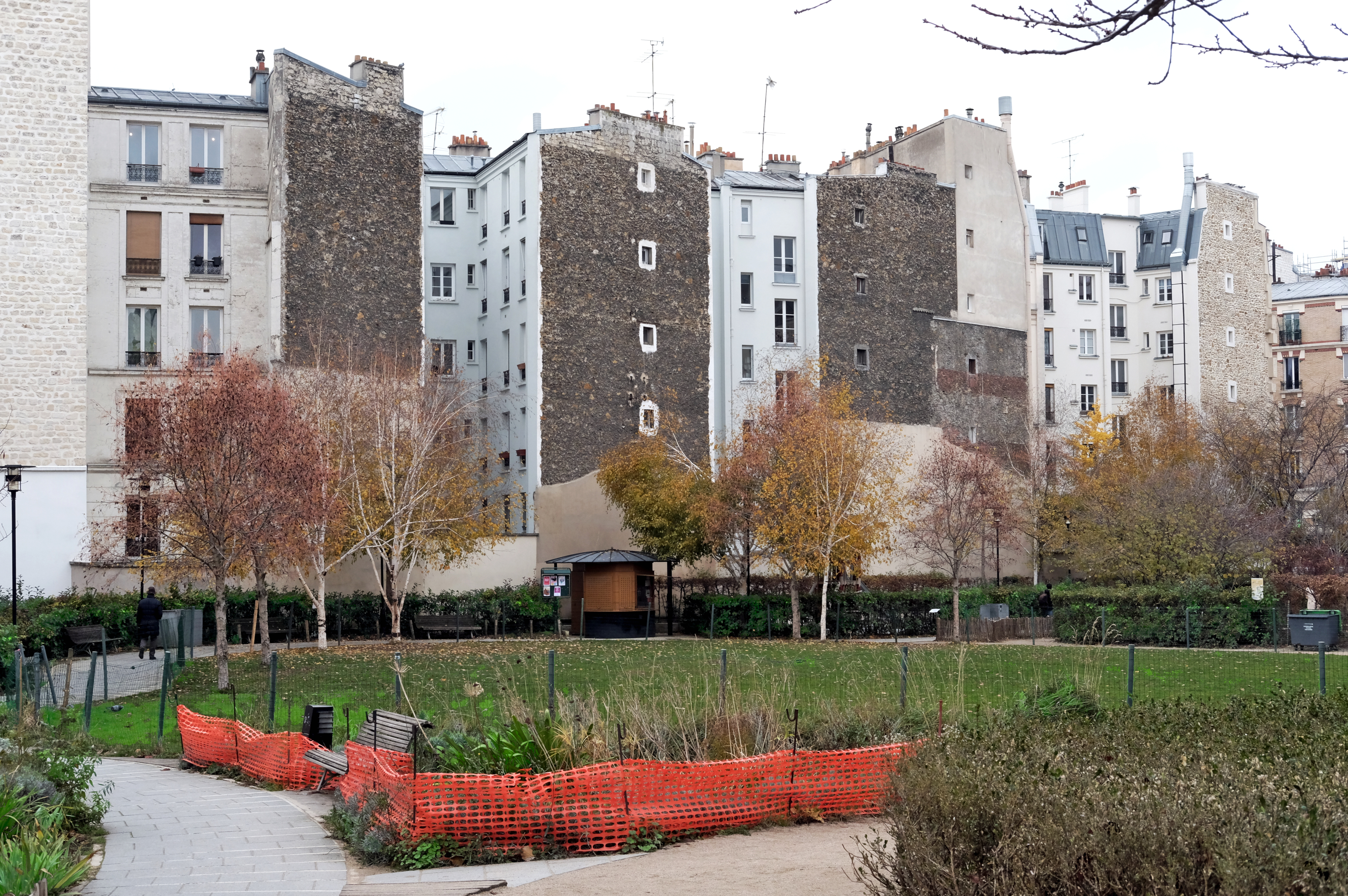
Allées du jardin.
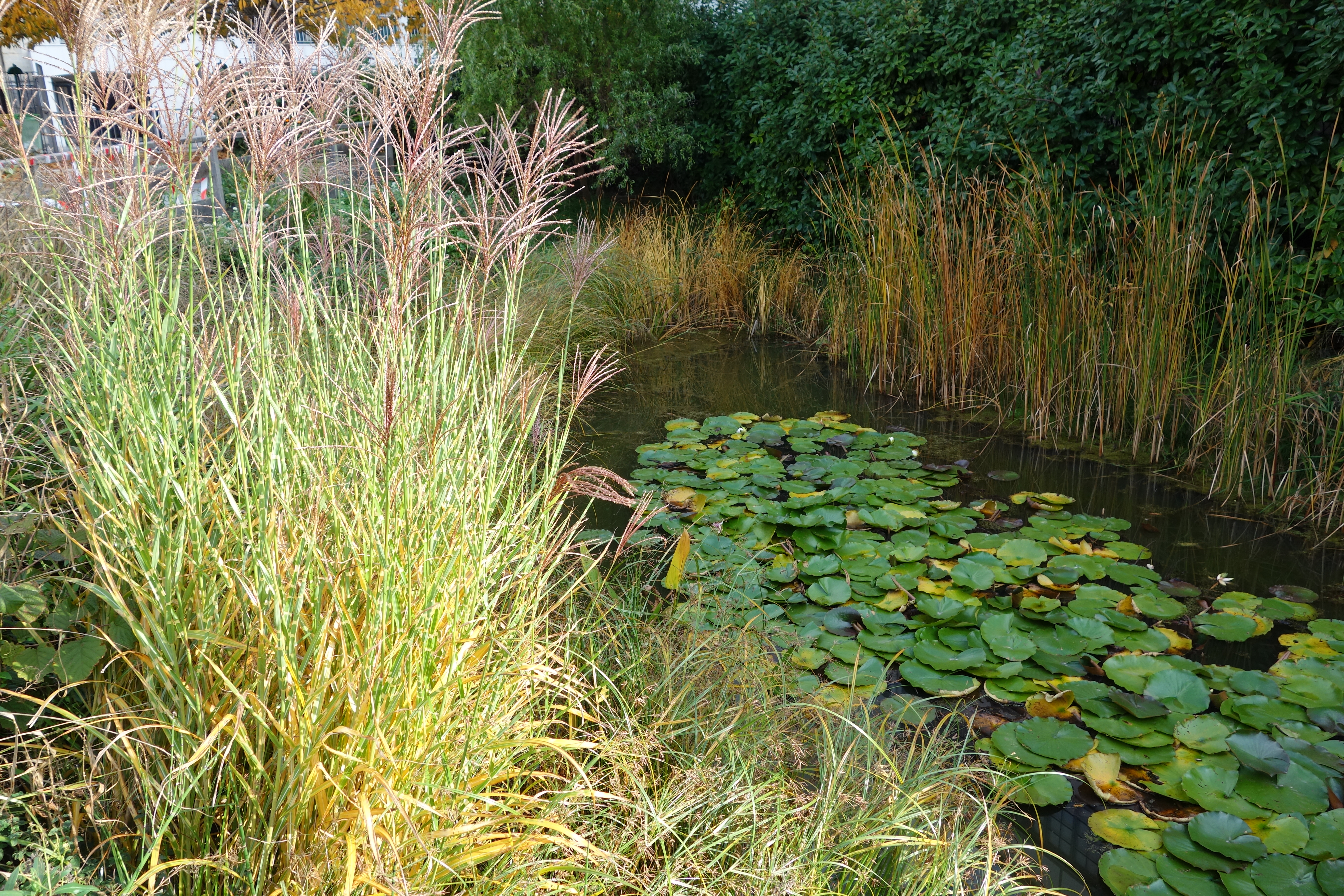
Étang.
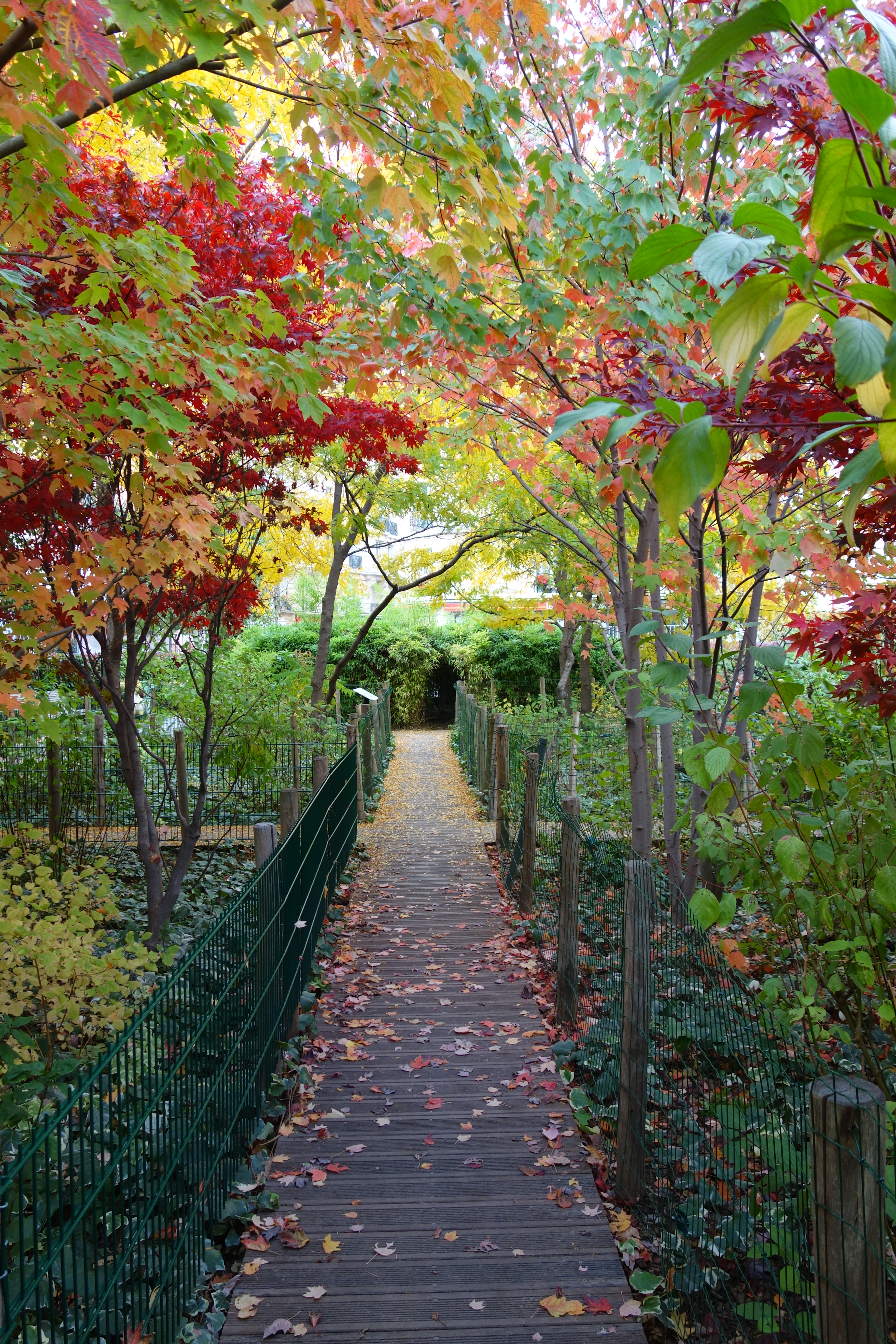
Collection d'érables.

## Origine du nom
Le jardin porte le nom de la folie Titon, une ancienne manufacture de papiers peints du quartier où décolla la première montgolfière, et où eurent lieu les émeutes de la manufacture Réveillon en avril 1789.

## Historique
L'emplacement du square est à l'origine occupé par la cité Prost, un ensemble de logements et d'ateliers. La cité démolie, la friche résultante, de 7 800 m2, est convertie en un ensemble d'habitations possédant un jardin central, inauguré en 2007.